# Obra mestra (art)

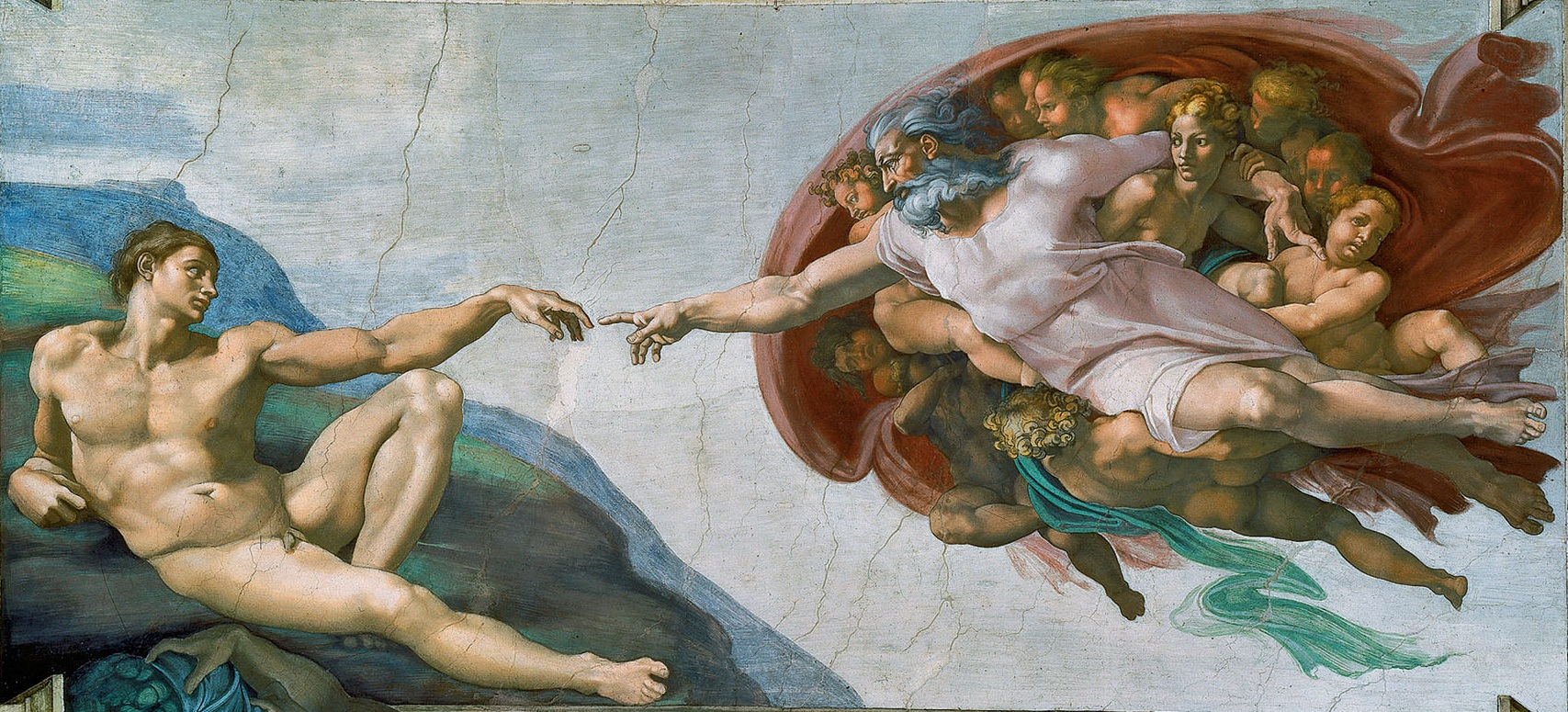
El fresc La creació d'Adam (c. 1512) de Michelangelo és considerat una obra mestra arquetípica de la pintura.

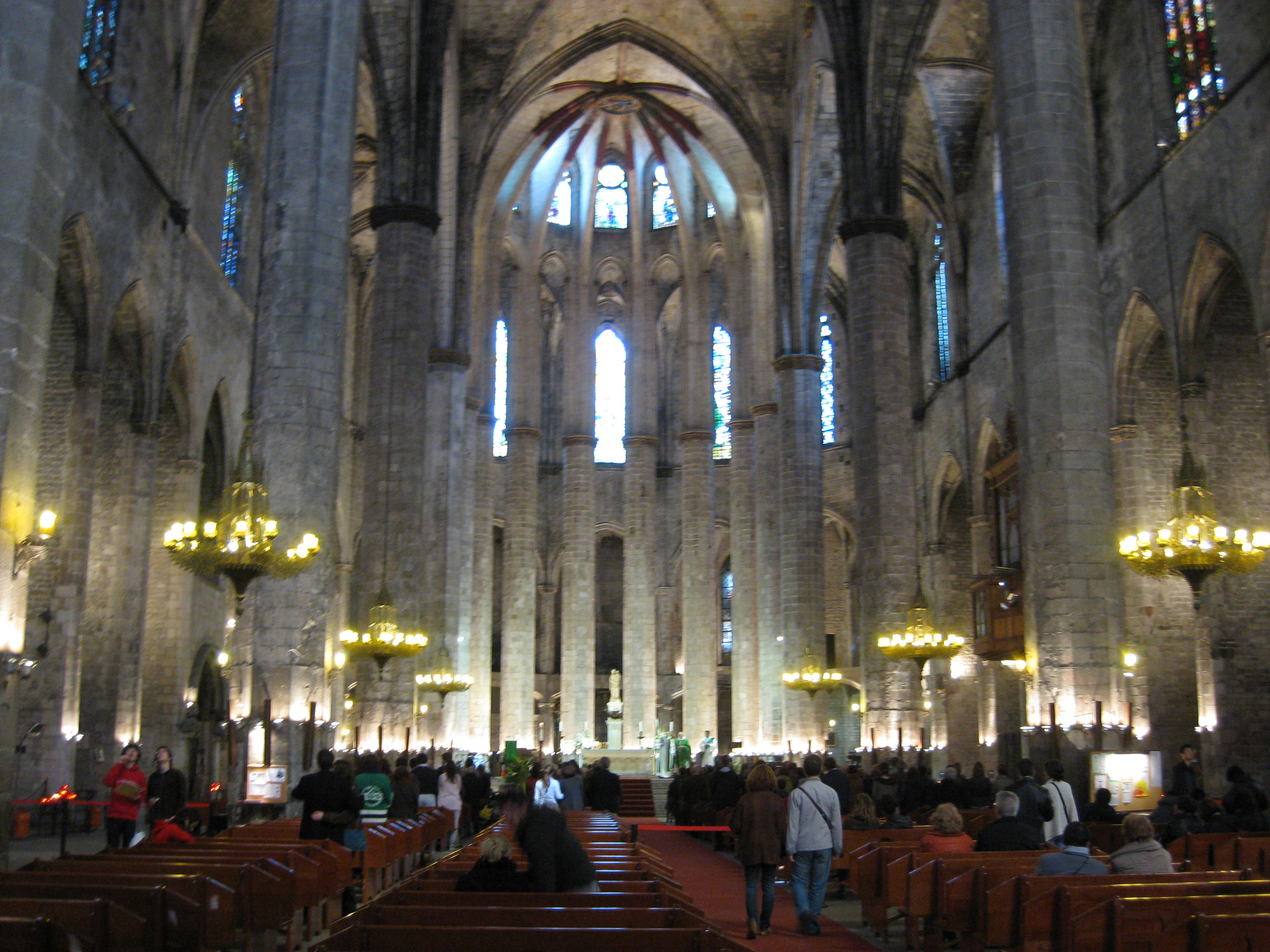
Una obra mestra pot ser anònima, creada per una o diverses persones que actuen de manera successiva o col·lectiva

Una obra mestra en el sentit modern de la paraula és tot allò perfecte, segons els valors vigents, dintre del seu gènere. Referit a una obra d'art, en principi n'és una tal que és considerada pels crítics el o un dels millors treballs en la carrera d'un artista, però especialment quan ha esdevingut universalment coneguda, generant nombrosos estudis i reproduccions, i inspirant altres versions i obres d'art. Una obra mestra no ho és únicament pel seu valor intrínsec i qualitat tècnica, sinó que hi influeixen factors històrics, socials i culturals.
Un exemple d'obra mestra en el sentit de treball cabdal d'una persona és el Tractat de dinàmica de d'Alembert en el camp de la mecànica. Alguns exemples d'obres mestres artístiques són el David de Miquel Àngel, El Quixot de Cervantes i El llac dels cignes del Ballet Mariïnski.
Històricament, es referia a un estàndard de qualitat d'acord amb un seguit de normes i regles. El concepte prové del treball de molt bona qualitat que a l'edat mitjana calia fer com a examen, regulat pel corresponent gremi, acadèmia o associació d'artesans d'un mateix ofici, per a assolir el grau de "mestre". Des d'aleshores, el que és "la perfecció" i el que ha de ser una obra mestra ha anat canviant amb el temps, i Kant, Marx i molts altres autors s'han pronunciat en el tema. Per exemple, un criteri per a Kant és l'originalitat. En l'actualitat, en el marc de la postmodernitat i amb consciència del multiculturalisme, més que creure en uns criteris eterns i universals per a definir una obra mestra sobre la base d'una estètica normativa, es pot fer una antropologia de l'art.

## Cultura popular
- Una de les cançons de Bob Dylan porta per títol "When I Paint My Masterpiece".[5][6]